# 井上政子
井上 政子（いのうえ まさこ）は江戸時代後期から明治時代にかけての女性。伏見宮貞敬親王の娘で、幼名は鏞宮、諱は政子。鏞君（伊佐君）とも。

## 概要
政子は伏見宮貞敬親王の第10子で、文化14年（1817年）4月6日に誕生した。母は家女房の合田愛子（梅崎）。しかし後に御息所寿美君（藤原輝子）の娘と定められた。幼名は鏞宮、諱は政子。天保6年（1835年）11月7日には近江国木辺の准門跡・錦織寺の門主である宅慈常昭の養子となった。これは、後に政子が嫁ぐ越後国高田の瑞泉寺が格式は高いものの准門跡ではないので、伏見宮家ではなく錦織寺からの縁組という形を取るためであった。11月15日には瑞泉寺の住職の子・広了沢恵との縁約が成立し、同25日に政子は瑞泉寺に向けて出発した。翌月16日に瑞泉寺に到着し、即日2人の婚儀が執り行われた。広了沢恵は天保9年（1838年）2月に瑞泉寺の25世住職となった。彼の代、瑞泉寺は「越後門跡」と称されたが、これは内室が伏見宮の出身であったことによる通称である。政子は、天保9年（1838年）に長男、同13年（1842年）に次男、弘化2年（1845年）に女子を出産した。長男は早世したが、次男は瑞泉寺26六世住職となった広教沢順で、女子は現・東京都港区元麻布の麻布山善福寺26世住職である麻布沢海に嫁いだ麻布晃子である。明治維新後、瑞泉寺住職家は初代の善性の名字であった「井上」を姓とし、政子は姓名を「井上政子」と定めた。政子は錦織寺宅慈の養子であったため、戸籍上は伏見宮家の出身ではなく、錦織寺住職家の木辺家（華族に列し、男爵の爵位を与えられた）の出身として扱われたと考えられる。そのため政子は華族に列されなかった。井上家や政子が華族に昇格するための請願活動を行ったという事実は知られていないが、政子の女子・晃子が嫁いだ善福寺住職の麻布家は華族に列されんとしたものの実現しなかったとされる。
政子は明治27年（1894年）7月25日に78歳で死去した。同月30日に葬儀が行われ、瑞泉寺内墓地にられた。実家の伏見宮家からは葬儀に家従が遣わされ金200円が達せられた。伏見宮貞愛親王は、政子が錦織寺の養子として瑞泉寺に縁組したことから忌服には及ばなかったものの、心喪に服した。昭和8年（1933年）、政子の40回忌にあたって、墓・記念陣・納骨堂の建立に際し、伏見宮家から墓標の文字を、伏見宮家・閑院宮家・東伏見宮家・山階宮家・賀陽宮家・久邇宮家・梨本宮家・朝香宮家:東久邇宮家・北白川宮家・竹田宮家の各宮家より御香料を賜わっている。
麻布晃子は、夫が早世し6人の子女を抱えて苦難したものの、善福寺は同寺28世住職となった三男・麻布超海によって復興し、彼女は満ち足りた晩年を送ることができたという（明治37年（1904年）没。60歳）。超海は母の実家・瑞泉寺を兼帯し、その復興をも果たし、その次男・井上明海が瑞泉寺28世を継承した。他にも晃子の子孫は、男系、女系ともに大いに繁栄し、その血筋は滋賀県東近江市種の本行寺、富山県八尾の聞名寺、兵庫県神戸市御影の西方寺、神奈川県横浜市の長延寺、広島県竹原市の長善寺、兵庫県宝塚市の小浜御坊毫摂寺、山梨県勝沼町の杉之御坊万福寺など、浄土真宗の様々な諸寺の住職家に及んでいる。

## 瑞泉寺について
寺伝によると、瑞泉寺の前身は親鸞の弟子で信濃井上氏出身の善性が下総国下河辺荘磯部に建立した機部勝願寺である。現在も茨城県古河市磯部に勝願寺があり、住職家は井上家である。

## 江戸時代における親王家からの降嫁
江戸時代には、伏見宮家・閑院宮家・桂宮家・有栖川宮家の女子（女宮）の婚姻例は46例ある。配偶者の家格は、天皇・親王が4例、五摂家が3例、清華家が3例、将軍家が4例、御三卿が6例、御三家が7例、大大名が7例、浄土真宗の准門跡が11例、その他が1例であり、最後の例外が政子である。